# قوم ژوانگ
قوم ژوانگ قومی در استان گوانگشی واقع در جنوب کشور چین است. این قوم یکی از پنجاه و شش اقلیت قومی شناخته شده توسط دولت چین هست. این قوم با جمعیتی در حدود ۱۸ میلیون نفر بزرگترین اقلیت قومی چین است.